# Ahmad Halim Ibrahim
Ahmad Halim Ibrahim (ur. 10 lutego 1910, zm. ?) – egipski piłkarz, reprezentant kraju. Podczas kariery występował na pozycji pomocnika.

## Kariera klubowa
Podczas kariery piłkarskiej Ahmad Halim Ibrahim występował w klubie Zamalek SC.

## Kariera reprezentacyjna
Ahmad Halim Ibrahim występował w reprezentacji Egiptu w latach trzydziestych. W 1934 roku uczestniczył w mistrzostwach świata. Na mundialu we Włoszech był rezerwowym i nie wystąpił w przegranym 2-4 spotkaniu I rundy z Węgrami. W 1936 roku uczestniczył w igrzyskach olimpijskich w Berlinie. Wystąpił w przegranym 1-3 spotkaniu I rundy z Austrią.